# Пронин, Антон Валентинович
Антон Валентинович Пронин (род. 15 марта 1974, Большое Попово, Липецкая область) — российский музыкальный продюсер, сооснователь и генеральный директор «Монолит Рекордс». Работавший с такими известными группами как «Многоточие», «Лигалайз» и «Баста». Работающий с Нигатив, МОХИТО и «Пицца». 

## Биография
Родился 15 марта 1974 года в селе Большое Попово Лебедянского района Липецкой области.
В 1991 году окончил школу с золотой медалью и поступил на юридический факультет МГУ в Москве.

## Музыкальная карьера
В 1994 году Антон Пронин и Юрий Слюсарь основали «Монолит Рекордс», позднее с 2001 года началось сотрудничество Максимом Фадеевым.
Состоял в жюри конкурсов программы «Российская студенческая весна» в 2016—2017 и 2019 годах .

## Награды и звания
- Почётный донор России